# هيلدا أنتوني
هيلدا أنتوني (13 يوليو 1886 — 17 أبريل 1962)، ممثلة بريطانية ولدت في تشيلي. ظهرت في أربعة أفلام صامتة والعديد من العروض المسرحية في لندن.

## وصلات خارجية
- هيلدا أنتوني على موقع IMDb (الإنجليزية)
- الدعاية بطاقة بريدية صورة هيلدا أنتوني في جمع من ناشيونال بورتريت غاليري في لندن.